# Jabi-Jabi (Sultan Daulat)
Jabi-Jabi is een bestuurslaag in het regentschap Subulussalam van de provincie Atjeh, Indonesië. Jabi-Jabi telt 1175 inwoners (volkstelling 2010).